# Philippe III le Hardi
Pour les articles homonymes, voir Philippe le Hardi, Philippe III et Philippe de France.
Philippe III, dit « le Hardi », né le 1er mai 1245 à Poissy et mort le 5 octobre 1285 à Perpignan, est roi de France de 1270 à 1285 ; il est le dixième souverain de la dynastie dite des Capétiens directs.
Il était le second fils du roi de France Louis IX, dit « Saint Louis », et de son épouse Marguerite de Provence.

## Jeunesse
Cadet de famille, le prince Philippe n'était pas destiné à régner. C'est à la mort de son frère aîné Louis en 1260 qu'il devint prince héritier. Âgé de quinze ans, il présentait moins d'aptitudes pour le trône que son frère, étant de caractère doux, soumis, timide et versatile, presque écrasé par les fortes personnalités de ses parents[réf. nécessaire].
Consciente de ses faiblesses, sa mère Marguerite lui avait fait promettre de rester sous sa tutelle jusqu'à l'âge de trente ans, mais son père Louis IX fit casser ce serment par le pape Urbain IV qui en releva Philippe le 6 juin 1263. Le roi entreprit de former son fils et, à partir de 1268, il lui adjoignit à cet effet pour mentor Pierre de La Brosse. Louis IX se chargea en outre de lui prodiguer des conseils, rédigeant en particulier ses Enseignements, qui inculquent avant tout la notion de justice comme premier devoir du roi. Il reçut également une éducation très tournée vers la foi. Guillaume d'Ercuis fut son aumônier, avant de devenir le précepteur de son fils, le futur roi Philippe IV.

## Un avènement dans la douleur
À la suite du traité de Corbeil, conclu le 11 mars 1258 entre Jacques Ier d'Aragon et son père, Philippe fut marié en 1262 à Isabelle d'Aragon. Le mariage fut célébré à Clermont par l'archevêque de Rouen Eudes Rigaud. Le couple eut quatre fils : Louis (1264-1276), le futur Philippe le Bel, Robert (1269-av. 1276) et Charles (d'où sortira la branche des Capétiens-Valois), ainsi qu'un fils mort-né fin janvier 1271. En 1270, il accompagna son père à la huitième croisade, à Tunis. Peu avant son départ, Saint Louis avait remis la régence du royaume entre les mains de Mathieu de Vendôme et Simon II de Clermont-Nesle, comte de Clermont, auxquels il avait en outre confié le sceau royal. Après la prise de Carthage, l'armée fut frappée par une épidémie de dysenterie, qui n'épargna ni Philippe, ni sa famille. Son frère Jean Tristan mourut le premier le 3 août, puis, le 25, vers 15 heures, le roi Louis IX succomba à son tour vraisemblablement des suites d'une parasitose qu'il aurait contractée avant son départ pour Tunis. Pour prévenir la putréfaction de la dépouille du souverain, le corps fut traité selon le mos Teutonicus.
Philippe fut donc proclamé roi sous le nom de « Philippe III » à Tunis. Très pieux, sans grande personnalité ni volonté[réf. nécessaire] mais bon cavalier, il dut son surnom de « Hardi » à sa vaillance au combat plutôt qu'à sa force de caractère. Il se révéla incapable de commander aux troupes, affecté qu'il était par la mort de son père. Il laissa son oncle Charles Ier d'Anjou négocier avec Abû `Abd Allah Muhammad al-Mustansir, sultan hafside de Tunis, et conclure une trêve de dix ans qui lui permit de revenir en France. Charles d'Anjou obtint le versement d'un tribut du calife de Tunis en échange du départ des croisés. Un traité fut conclu le 28 octobre 1270 entre les rois de France, de Sicile, de Navarre et leurs barons d'une part et le calife de Tunis de l'autre.
D'autres morts endeuillèrent encore cette débâcle. En décembre, à Trapani, en Sicile, le beau-frère de Philippe, le roi de Navarre Thibaut de Champagne trouva la mort. Un mois plus tard, en Calabre, l'épouse du souverain, Isabelle d'Aragon, alors enceinte de son cinquième enfant, fit une chute de cheval. Elle se brisa la colonne vertébrale, fit une fausse couche et mourut douloureusement à Cosenza. Enfin, à Hyères, Isabelle de France, la sœur de Philippe, perdit la vie à son tour.
Philippe III arriva à Paris le 21 mai 1271, et rendit d'abord hommage aux victimes, qui avaient été nombreuses aussi parmi les soldats. Dès le lendemain eurent lieu les funérailles de son père dont il transporta les cendres sur son dos de Notre-Dame de Paris à la basilique de Saint-Denis.
Le nouveau souverain fut sacré roi de France à Reims le 15 août 1271.

## Un règne charnière

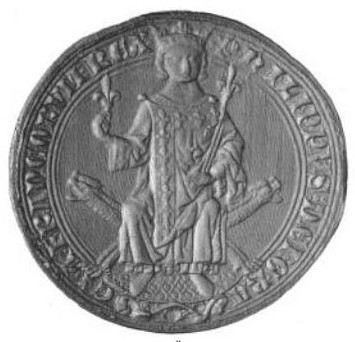
Sceau du roi Philippe III.

L'avènement de Philippe III précéda de peu un bouleversement du paysage politique européen avec la mort du roi d'Angleterre Henri III et la fin d'une vacance du trône impérial longue de 19 ans. En outre, la préoccupation de l'Europe n'était plus aux croisades. Ainsi, alors que celles-ci avaient été des composantes majeures du règne de son père, le sien fut surtout marqué par des conflits territoriaux, des contestations d'héritages et des guerres de vassalité, phénomène qui allait encore s'accentuer pendant le règne de son fils.
Conservant la plupart des conseillers de son père, ainsi qu'Eustache de Beaumarchais, sénéchal de Poitou, de Toulouse et d'Auvergne, Philippe III eut pour grand chambellan Pierre de La Brosse qu'il fit pendre en 1278.

### Politique intérieure
Par des héritages, annexions, achats, unions, et guerres, Philippe III s'attacha sans cesse à agrandir le domaine royal et y affermir son autorité.
En 1271-1272, il opéra sa première transaction territoriale en incorporant au domaine royal l'héritage de son oncle Alphonse de Poitiers : le comté de Toulouse, le Poitou et une partie de l'Auvergne. Par le traité d'Amiens de 1279, il fut cependant contraint de céder l'Agenais, la Saintonge et le Ponthieu au roi d'Angleterre Édouard Ier. Il hérita également du comté du Perche et du comté d'Alençon de son frère Pierre, décédé en 1283[réf. nécessaire].

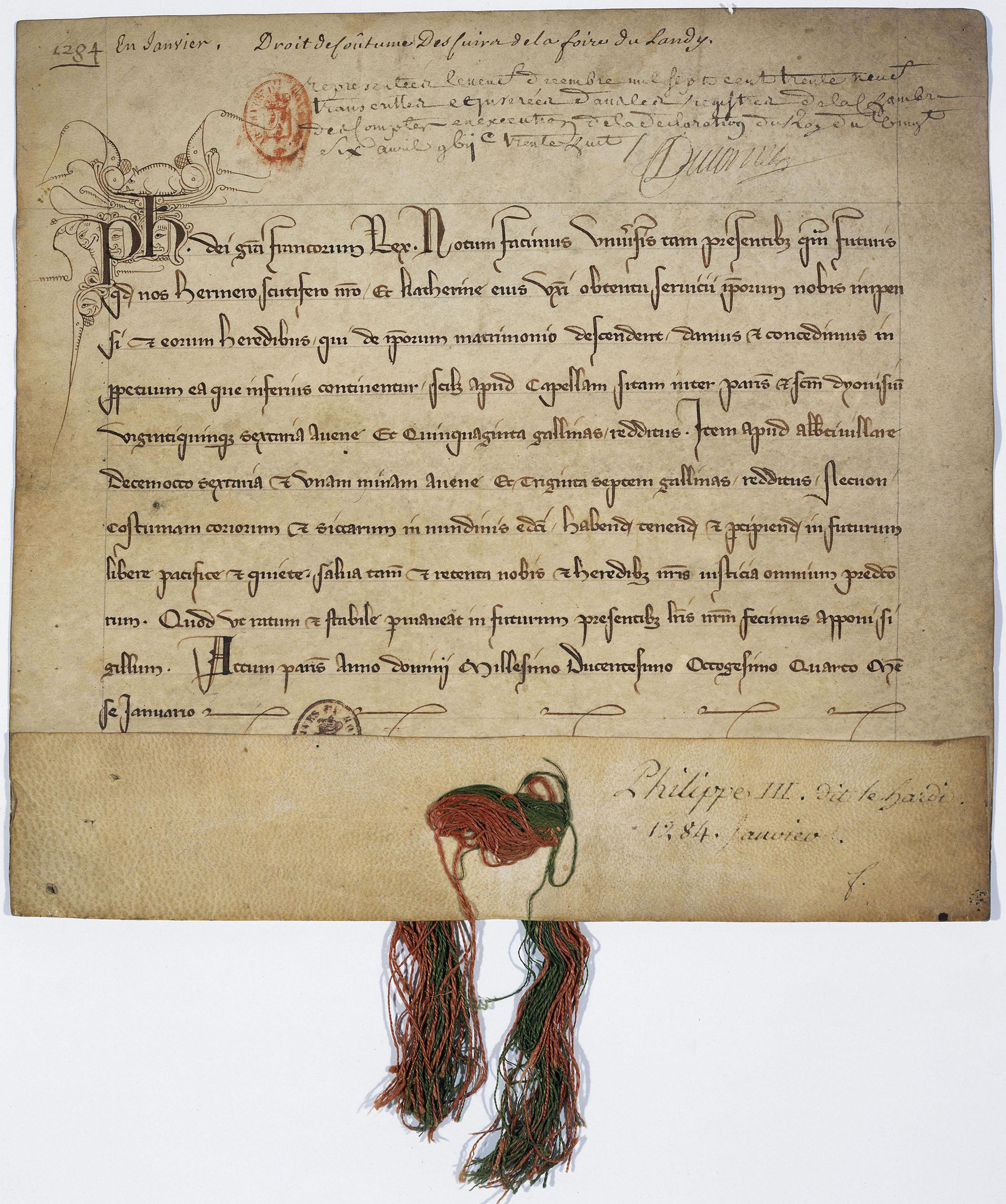
Donation de Philippe III le Hardi à son écuyer Herlier de Montmartre en 1285. Archives nationales K/35 no 9.

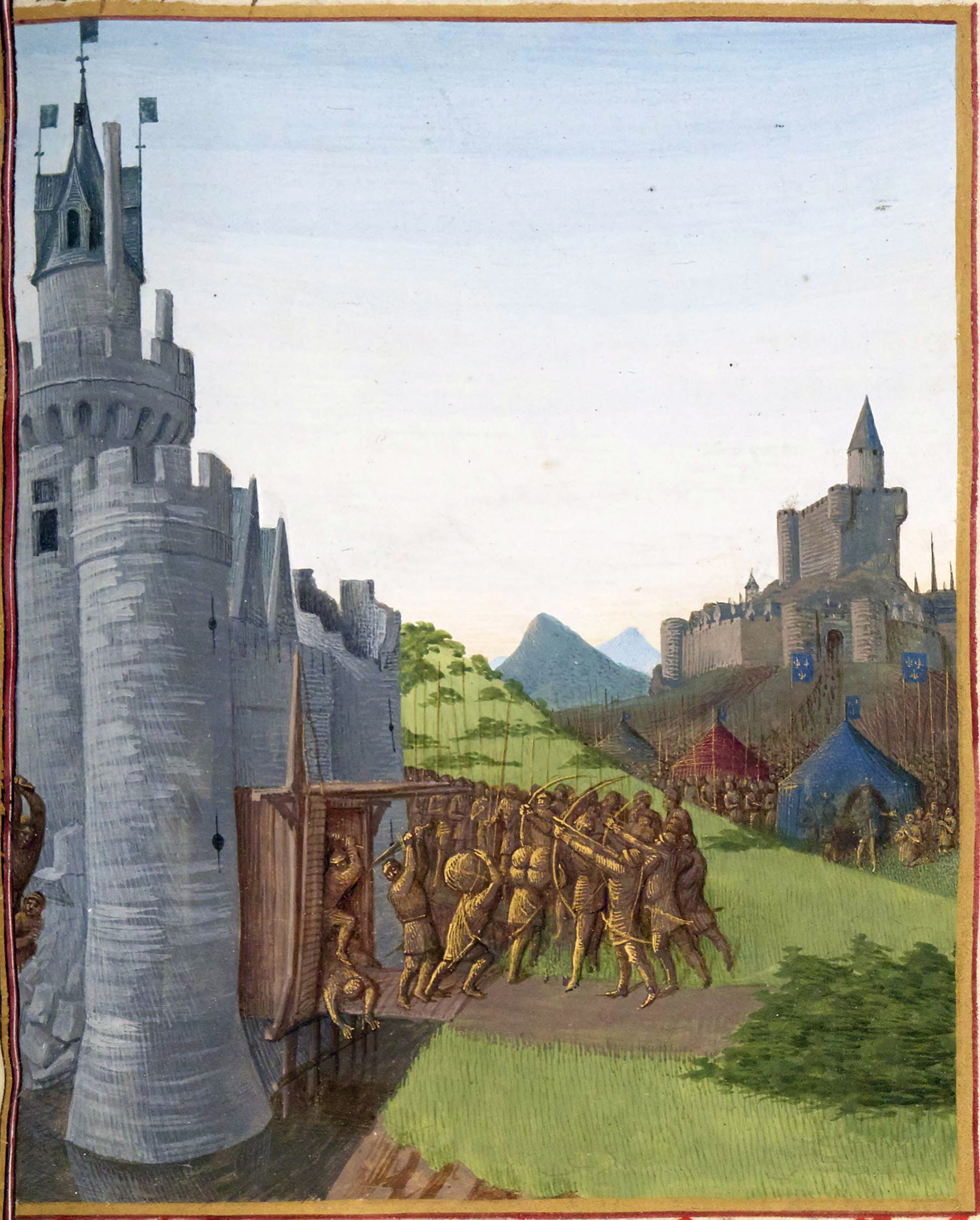
Prise de Foix par Philippe le Hardi en 1272.

Il eut l'occasion d'effectuer ses premiers faits d'armes en 1272, quand il convoqua l’ost royal contre les comtes de Foix et d'Armagnac qui lui contestaient son pouvoir. Armagnac se rendit, et Foix, battu, fut emprisonné. Il lui restitua cependant ses terres en 1277. Il fit l'acquisition du duché de Nemours et du comté de Chartres en 1274 et 1284, ainsi que de diverses villes, telles Harfleur ou Montmorillon. Il retira également au roi de Majorque l'autorité sur Montpellier. En revanche, il céda au pape Grégoire X le comtat Venaissin en 1274.
Philippe III mena une politique matrimoniale active, étant l'instigateur du mariage de sa cousine Mahaut d'Artois avec le comte Othon IV de Bourgogne, préparant ainsi le rapprochement de cette région, terre impériale (comté de Bourgogne), avec le royaume. Il intervint aussi en Navarre après la mort d'Henri Ier de Navarre qui laissait une fille, Jeanne, sous la tutelle de sa mère Blanche d'Artois et de Ferdinand de la Cerda. Blanche d'Artois fiança Jeanne au fils de Philippe, le futur Philippe le Bel. La Champagne et la Navarre furent administrées par les Français de par le traité d'Orléans de 1275, et la Champagne fut définitivement rattachée au domaine en 1314. Le mariage eut finalement lieu en 1284.
Du point de vue des institutions, Philippe III introduisit plusieurs nouveautés. Il fixa la majorité des rois de France à quatorze ans. Il affermit la justice royale au détriment des justices seigneuriales, instituant un tribunal royal dans chaque bailliage ou sénéchaussée. Il frappa d’amendes les nobles ne répondant pas à la convocation à l'ost royal. Il créa un impôt sur les transmissions de fiefs. Enfin, il institutionnalisa la ségrégation des juifs[réf. nécessaire].

### Politique extérieure

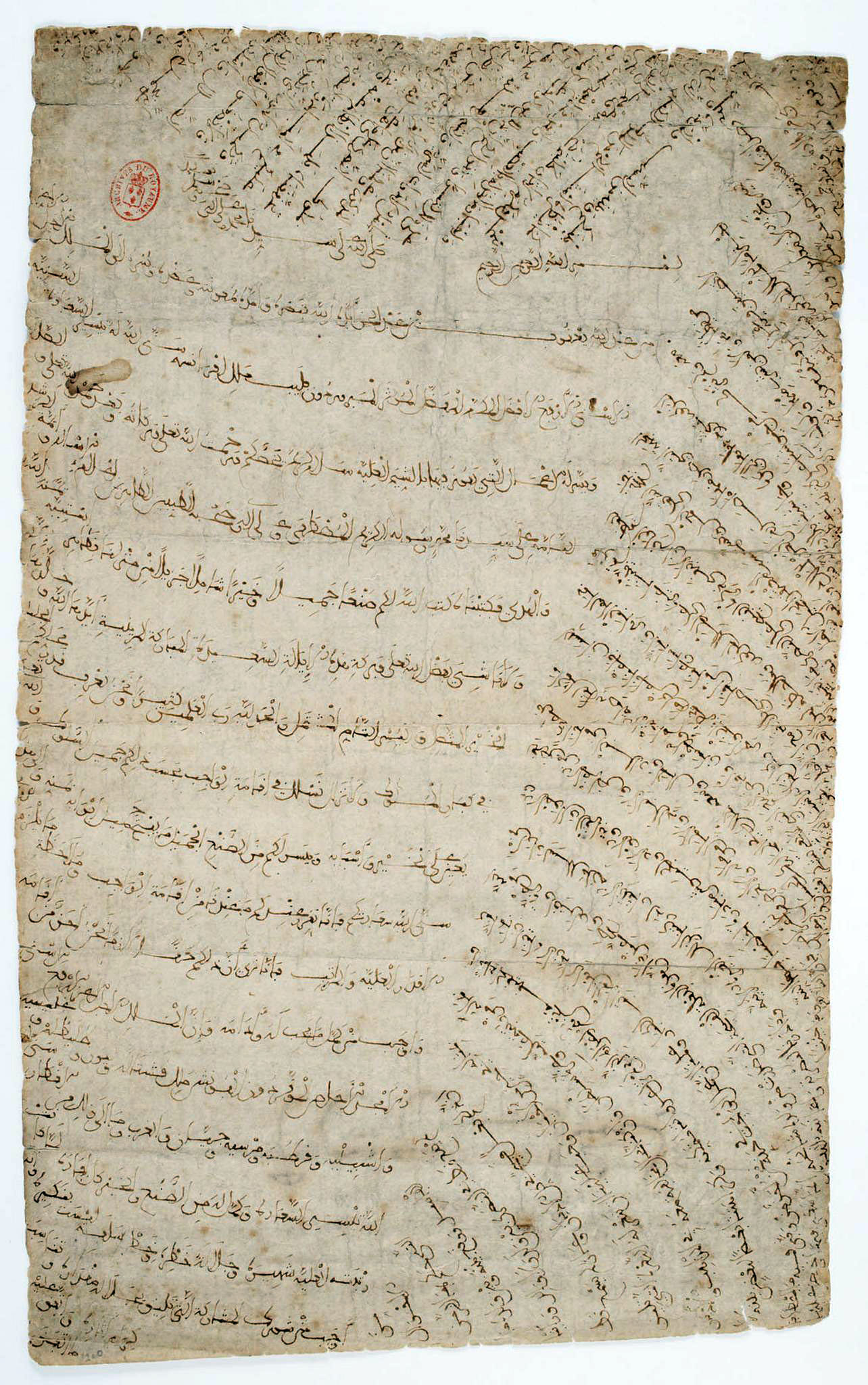
Lettre du sultan du Maroc Abû Yûsuf Ya`qûb à Philippe III pour l'inciter à soutenir le roi de Castille Alphonse X (Archives nationales).

En Castille, après la mort de son beau-frère Ferdinand de la Cerda en 1275, Philippe III prit sans succès le parti des enfants de celui-ci contre Don Sanche, désigné successeur par le roi Alphonse X.
En Italie, il soutint le pape Martin IV contre les gibelins, effectuant une expédition punitive en Romagne. Il soutint également la politique sicilienne de son oncle Charles d'Anjou, après les massacres des Vêpres siciliennes en 1282. Pierre III d'Aragon, considéré comme l'instigateur du massacre, fut excommunié par le pape qui lui enleva son royaume et le donna à Charles de Valois, lequel ne put le conserver.
En 1285, après l'affaire de Sicile, Philippe III, sans son oncle Charles d'Anjou mort en début d'année, engagea la croisade d'Aragon et attaqua sans succès la Catalogne (siège de Gérone du 26 juin au 7 septembre 1285). Son armée fut touchée par une épidémie de dysenterie et le roi fut défait en septembre à la bataille des Formigues, où il dut battre en retraite. Celle-ci s'avéra désastreuse, l'armée française étant à nouveau attaquée et défaite le 1er octobre à la bataille du col de Panissars, et Philippe lui-même mourut à Perpignan le 5 octobre 1285.
Pierre d'Aragon mourant un mois plus tard, Gérone se livra à son successeur, et le nouveau roi de France, Philippe IV le Bel décida le retour en France.

## Inhumation
Le roi étant décédé loin de la capitale, se posa la question du traitement de son corps, la technique de l'embaumement antique ayant été perdue. La putréfaction du cadavre était alors limitée par l'éviscération et la technique funéraire du mos Teutonicus. Il fut le premier roi de France sujet à la tripartition du corps (delaceratio corporis, « division du corps » en cœur, entrailles et ossements). Concernant le corps de Philippe III, il fut divisé en quatre parties : ses chairs furent envoyées à la cathédrale de Narbonne, ville « française » la plus proche, et ses entrailles à l'abbaye de la Noë en Normandie, ses os furent ensevelis dans la nécropole royale de Saint-Denis, son cœur étant confié à son confesseur dominicain Nicolas de Gorron qui l'offrit aux Jacobins de Paris. Cette pratique de sépultures multiples, pourtant interdite par une décrétale du pape Boniface VIII en 1299, fut reprise ensuite par les rois puis les reines et les proches de la dynastie capétienne car elle permettait la multiplication des cérémonies (funérailles du corps, la plus importante, puis funérailles du cœur et funérailles des entrailles) et des lieux où honorer le défunt.

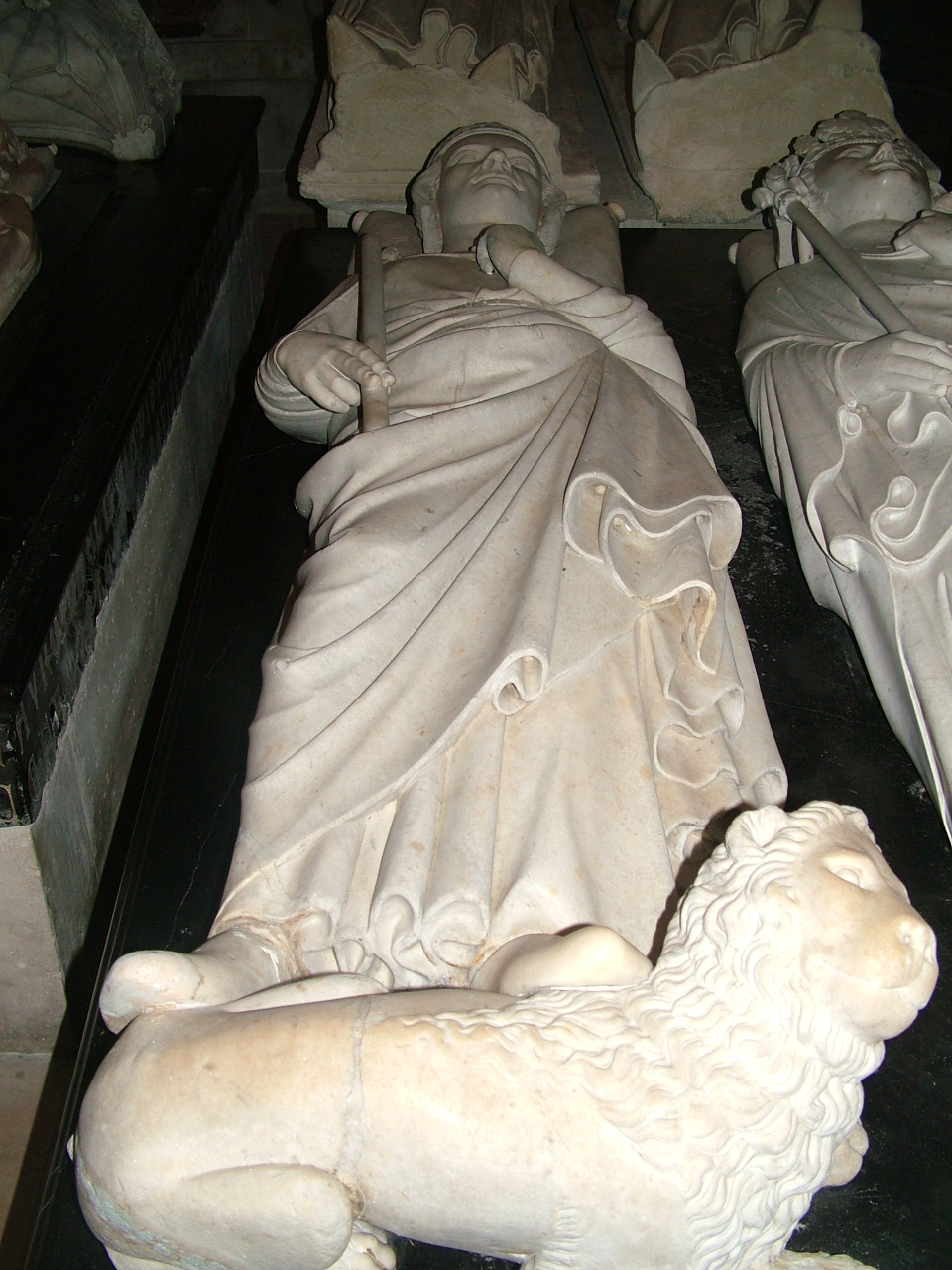
Gisant de Philippe III, basilique de Saint-Denis.

## Unions et descendance
Le 28 mai 1262 à Clermont, il épousa en premières noces Isabelle d'Aragon (1247-1271), fille du roi Jacques Ier d'Aragon. Ayant accompagné le roi Louis IX à la Huitième croisade, elle mourut d'une chute de cheval en Calabre, sur le chemin du retour, alors enceinte de son 5e enfant.
De cette union furent issus :
- Louis (1264-1276), prince héritier du 25 août 1270 à sa mort ;
- Philippe IV (1268-1314), dit « Philippe le Bel », roi de France ;
- Robert (1269-av. 1276) ;
- Charles (1270-1325), comte de Valois. De son mariage avec Marguerite d'Anjou est issu Philippe de Valois, (1293-1350) futur roi de France en 1328 sous le nom de Philippe VI. Il est à l'origine de la dynastie de Valois.

Le 21 août 1274 à Vincennes, Philippe III épousa en secondes noces Marie de Brabant (1254-1321), fille de Henri III, duc de Brabant, et d'Adélaïde de Bourgogne.
De cette union furent issus :
- Louis (Paris mai 1276 † 1319), comte d'Évreux, tige de la maison capétienne d'Évreux-Navarre ;
- Marguerite (1275 † 1318), mariée en 1299 à Édouard Ier (1239 † 1307), roi d'Angleterre ;
- Blanche (août 1282 † 1306), mariée à Rodolphe III de Habsbourg (1282 † 1307), duc d'Autriche et roi de Bohême.